# Коса (Очёрский район)
Коса — деревня в составе Очёрского городского округа в Пермском крае.

## Географическое положение
Деревня расположена в восточной части округа примерно в 17 километрах на северо-восток по прямой от города Очёр, на северо-запад от села Дворец.

## Климат
Климат характеризуется как умеренно континентальный, с морозной снежной зимой и коротким тёплым летом. Средняя многолетняя температура самого холодного месяца (января) составляет −15,5 °С, температура самого тёплого (июля) 17,5 °С. Продолжительность безморозного периода — 115 дней. Среднегодовое количество осадков — 441 мм.

## История
Известна с 1782—1783 годов как деревня Косая. Деревня до 2020 года входила в состав Спешковского сельского поселения Очёрского района. После упразднения обоих муниципальных образований входит в состав Очёрского городского округа.

## Население
Постоянное население составляло 19 человек в 2002 году (100 % русские), 1 человек в 2010 году. 